# Herbert Fuller
Herbert Edwin Fuller (ur. 28 grudnia 1902 w Paddington, zm. 15 października 1993 w Hillingdon) – brytyjski kolarz torowy, brązowy medalista mistrzostw świata.

## Kariera
Największy sukces w karierze Herbert Fuller osiągnął w 1924 roku, kiedy zdobył brązowy medal w sprincie indywidualnym amatorów podczas mistrzostw świata w Paryżu. W zawodach tych wyprzedzili go jedynie dwaj Francuzi: Lucien Michard i Lucien Faucheux. Był to jedyny medal wywalczony przez Fullera na międzynarodowej imprezie tej rangi. Ponadto w 1924 roku wystartował na igrzyskach olimpijskich w Paryżu, gdzie odpadł już w eliminacjach sprintu indywidualnego.